# Ereklasse korfbal 2011-2012
De Ereklasse is de hoogste competitie voor het Nederlandse veldkorfbal. Deze competitie wordt gespeeld via 2 poules, genaamd Ereklasse A en Ereklasse B. In elke poule zitten 6 teams. Elk team speelt 10 wedstrijden in het totale seizoen. Uit beide poules degradeert de onderste club direct. De bovenste 2 teams uit elke poule gaan door naar de kruisfinales. In die kruisfinales speelt de nummer 1 van Ereklasse A tegen de nummer 2 van Ereklasse B en de nummer 1 uit Ereklasse B speelt tegen de nummer 2 van de Ereklasse A. Deze kruisfinales zijn 1 wedstrijd en de beide winnaar spelen de landelijke veldfinale.
Het hele seizoen start in september, om te pauzeren begin oktober. Dan verplaatst korfbal naar de zaal en start de Korfbal League. Na het zaalseizoen hervat de veldcompetitie weer waar het gebleven was.

## Teams
| Club                 | Ereklasse Poule | Plaats           | Coach                            |
| -------------------- | --------------- | ---------------- | -------------------------------- |
| AKC Blauw-Wit        | A               | Amsterdam        | Jan Niebeek                      |
| Nic.                 | A               | Groningen        | Mike Vlietstra                   |
| Dalto                | B               | Driebergen       | Ron Steenbergen                  |
| DeetosSnel/Volhuis   | B               | Dordrecht        | Riko Kruit & Dennis Voshart      |
| DOS'46/Engeldot      | A               | Nijeveen         | Daniël Hulzebosch                |
| Mid-Fryslân          | A               | Akkrum           | Peter Tolsma                     |
| Fortuna/MHIR         | A               | Delft            | Ard Korporaal & Joost Preuninger |
| KZ/Hiltex            | A               | Koog aan de Zaan | Harold Jellema                   |
| OVVO/De Kroon        | B               | Maarssen         | Maarten van Woerkum              |
| PKC/Hagero           | B               | Papendrecht      | Ben Crum & Jan de Jager          |
| TOP/Wereldtickets.nl | B               | Sassenheim       | Hans Heemskerk                   |
| KVS                  | B               | Scheveningen     | Steven Mijnsbergen               |

## Seizoen
Ereklasse A
| pos | club              | gs | w | g | v | pnt | dv  | dt  | dt  |
| --- | ----------------- | -- | - | - | - | --- | --- | --- | --- |
| 1.  | AKC Blauw-Wit     | 10 | 8 | 1 | 1 | 17  | 175 | 146 | +29 |
| 2.  | DOS'46/Engeldot   | 10 | 6 | 2 | 2 | 14  | 185 | 160 | +25 |
| 3.  | Fortuna/MHIR      | 10 | 6 | 1 | 3 | 13  | 174 | 140 | +34 |
| 4.  | Nic./Alfa College | 10 | 5 | 0 | 5 | 10  | 139 | 158 | -19 |
| 5.  | KZ/Hiltex         | 10 | 0 | 4 | 6 | 4   | 148 | 172 | -24 |
| 6.  | Mid-Fryslân       | 10 | 0 | 2 | 8 | 2   | 135 | 180 | -45 |

Ereklasse B
| pos | club                 | gs | w | g | v | pnt | dv  | dt  | dt  |
| --- | -------------------- | -- | - | - | - | --- | --- | --- | --- |
| 1.  | Dalto                | 10 | 7 | 2 | 1 | 16  | 201 | 160 | +41 |
| 2.  | DeetosSnel/Volhuis   | 10 | 6 | 0 | 4 | 12  | 176 | 168 | +8  |
| 3.  | TOP/Wereldtickets.nl | 10 | 5 | 2 | 3 | 12  | 164 | 166 | -2  |
| 4.  | PKC/Hagero           | 10 | 3 | 2 | 5 | 8   | 163 | 160 | +3  |
| 5.  | OVVO/De Kroon        | 10 | 4 | 0 | 6 | 8   | 160 | 160 | +0  |
| 6.  | KVS                  | 10 | 2 | 0 | 8 | 4   | 148 | 198 | -50 |

## Play-offs en Finale
|  | Halve finale | Halve finale       | Halve finale |    |       | Finale             | Finale | Finale |
|  |              |                    |              |    |       |                    |        |        |
|  | A1           | AKC Blauw-Wit      | 16           |    |       |                    |        |        |
|  | B2           | DeetosSnel/Volhuis | 17           |    |       |                    |        |        |
|  | B2           | DeetosSnel/Volhuis | 17           |    | A2    | DeetosSnel/Volhuis | 15     |        |
|  |              |                    |              |    | A2    | DeetosSnel/Volhuis | 15     |        |
|  |              | B1                 | Dalto        | 16 |       |                    |        |        |
|  | B1           | B1                 | Dalto        | 16 | Dalto | 21                 |        |        |
|  | B1           |                    |              |    | Dalto | 21                 |        |        |
|  | A2           | DOS'46/Engeldot    | 16           |    |       |                    |        |        |

| Veldkampioen van Nederland 2012 |
| ------------------------------- |
| Dalto                           |

## Promotie/Degradatie
De onderste ploeg uit Ereklasse A en de onderste ploeg uit Ereklasse B degraderen direct. Uit de Hoofdklasse promoveren dan 2 teams, die dan verdeeld worden over de Ereklasse poules.
Aan het eind van seizoen 2011-2012 degraderen Mid-Fryslân en KVS.
Uit de Hoofdklasse promoveert DVO en HKV/Ons Eibernest.